# Christmas Creek
Christmas Creek är ett vattendrag i Australien. Det ligger i delstaten New South Wales, i den sydöstra delen av landet, omkring 350 kilometer nordost om delstatshuvudstaden Sydney.
Trakten runt Christmas Creek består till största delen av jordbruksmark. Runt Christmas Creek är det glesbefolkat, med 8 invånare per kvadratkilometer. Genomsnittlig årsnederbörd är 1 846 millimeter. Den regnigaste månaden är februari, med i genomsnitt 373 mm nederbörd, och den torraste är september, med 34 mm nederbörd.